# Edwin Gustaaf Wijngaarde
Edwin Gustaaf Wijngaarde (Paramaribo, 5 mei 1913 - onbekend) was een Surinaams medicus en politicus.
In 1948 slaagde hij voor het doctoraal examen Geneeskunde aan de Rijksuniversiteit Leiden en drie jaar later promoveerde hij daar op proefschrift. Terug in Suriname werkte hij als oogarts en was hij van 1958 tot 1966 directeur van 's Lands Hospitaal. Wijngaarde werd professor oogheelkunde aan de Universiteit van Suriname en van 5 maart tot 20 november 1969 was hij minister van Volksgezondheid in het zakenkabinet onder leiding van premier May.
Het is onbekend wanneer en waar Wijngaarde overleden is.